# Schnittkohl
Schnittkohl (Brassica napus var. pabularia), regional auch Bremer Scheerkohl, Schnittreps oder Scherkohl genannt, ist eine Varietät des Raps (Brassica napus).

## Beschreibung
Der Schnittkohl ist eine zweijährige Pflanze. Seine Stängel sind verkürzt. Die Blätter sind oft zerschlitzt und kraus, grün oder rot.

## Systematik
Schnittkohl (Brassica napus subsp. napus var. pabularia (DC.) Rchb.) ist ein Verwandter des Rapses. Scheerkohl ist wie der Raps eine allopolyploide Hybride, die aus einer Bastardisierung von Rübsen (Brassica rapa) und Gemüsekohl (Brassica oleracea) hervorgegangen ist.

## Geschichte
Das Gemüse ist heute weitgehend unbekannt; im 19. Jahrhundert und in der ersten Hälfte des 20. Jahrhunderts war der Anbau in Privatgärten weit verbreitet, weil es sich um ein Gemüse handelte, das ab dem Spätherbst bis ins Frühjahr zur Verfügung stand. Es wurde in der zweiten Hälfte des 20. Jahrhunderts weitgehend durch die Importe anderer Pflanzen und das in Treibhäusern gezogene Frühgemüse verdrängt.

## Verwendung
Wegen der leicht nussig schmeckenden Blätter wird er ähnlich wie Blatt- oder Gemüsekohl verwendet. Schnittkohl ist als Scheerkohl ein Gemüse der Bremer Küche. Sowohl Blatt und Stängel des Scheerkohls sind sehr zart und daher durchaus komplett verwendbar, allerdings sollten die Stängel sehr großer Blätter vor dem Kochen entfernt werden. Der Bremer Scheerkohl wird wie Spinat zubereitet und sorgt mit seinem milden, leicht nussigen Geschmack für eine herzhafte Mahlzeit. Die Pflanze ist (wie der einfache Raps) nicht frei von Erucasäure, daher können nur zarte Stängel verwendet werden.

## Anbau
Saatgut wird für diese alte Schnittkohlart nur vereinzelt angeboten. Die Lagerdauer des Saatguts ist auf ein Jahr beschränkt. Der Schnittkohl lässt sich problemlos im eigenen Garten anbauen und ist nicht auf einen nährstoffreichen Boden angewiesen. Die Aussaat beginnt im Februar und bereits nach sechs Wochen lassen sich erste zarte Blätter ernten. Die erste Ernte findet meist Mitte April statt und dauert bis Ende Mai. Eine zweite Aussaat ist Ende August bis Anfang September möglich. Geerntet wird mit der Sense, was zum einen eine beschwerliche Arbeit darstellt, jedoch zum anderen dem Bremer Scheerkohl zu seinem Namen verhalf.